# Rouge tagada
Rouge tagada est une bande dessinée de Charlotte Bousquet et Stéphanie Rubini à destination des adolescents.

## Résumé
Layla arrive au collège et sa camarade Alex tombe sous son charme. La mise en scène d'une pièce de théâtre les rapproche,.